# Porcelana Śląska

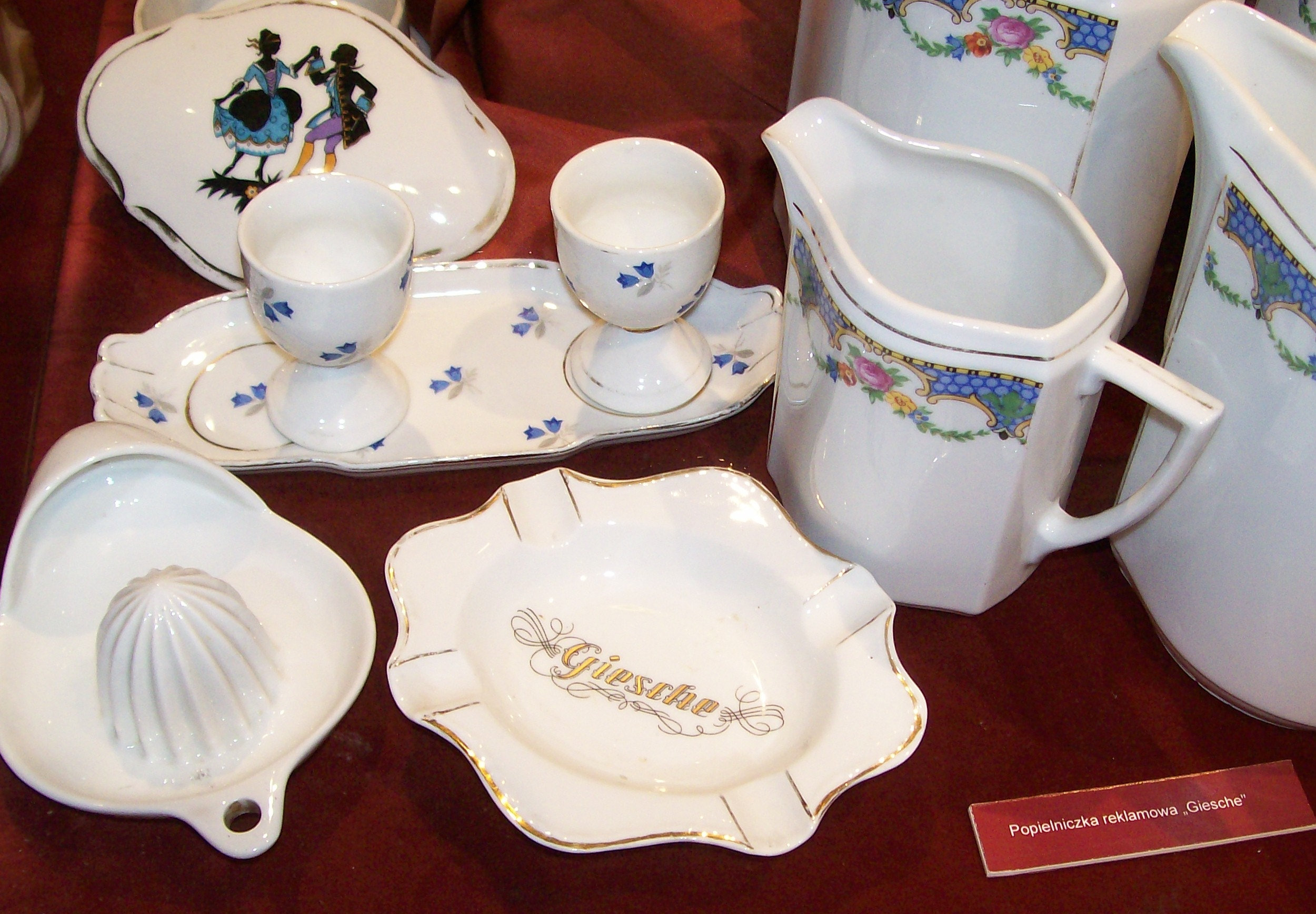
Porcelana Giesche

Fabryka Porcelany w Katowicach – centrum biznesowe z bogatą ofertą handlowo-usługowo-rozrywkową. Dzięki Fundacji Giesche, która jest zarządcą obiektu, od 2012 roku trwa jego rewitalizacja, zmieniając jego funkcje z przemysłowej na biurowe, handlowe i rozrywkowe, nadal jednak zdobi i wypala się tutaj porcelanę. W 2017 roku Fabryka Porcelany została wpisana na Szlak Zabytków Techniki, to kolejny krok w zachowaniu atrakcyjnego dziedzictwa przemysłowego województwa śląskiego i Katowic.

## Historia

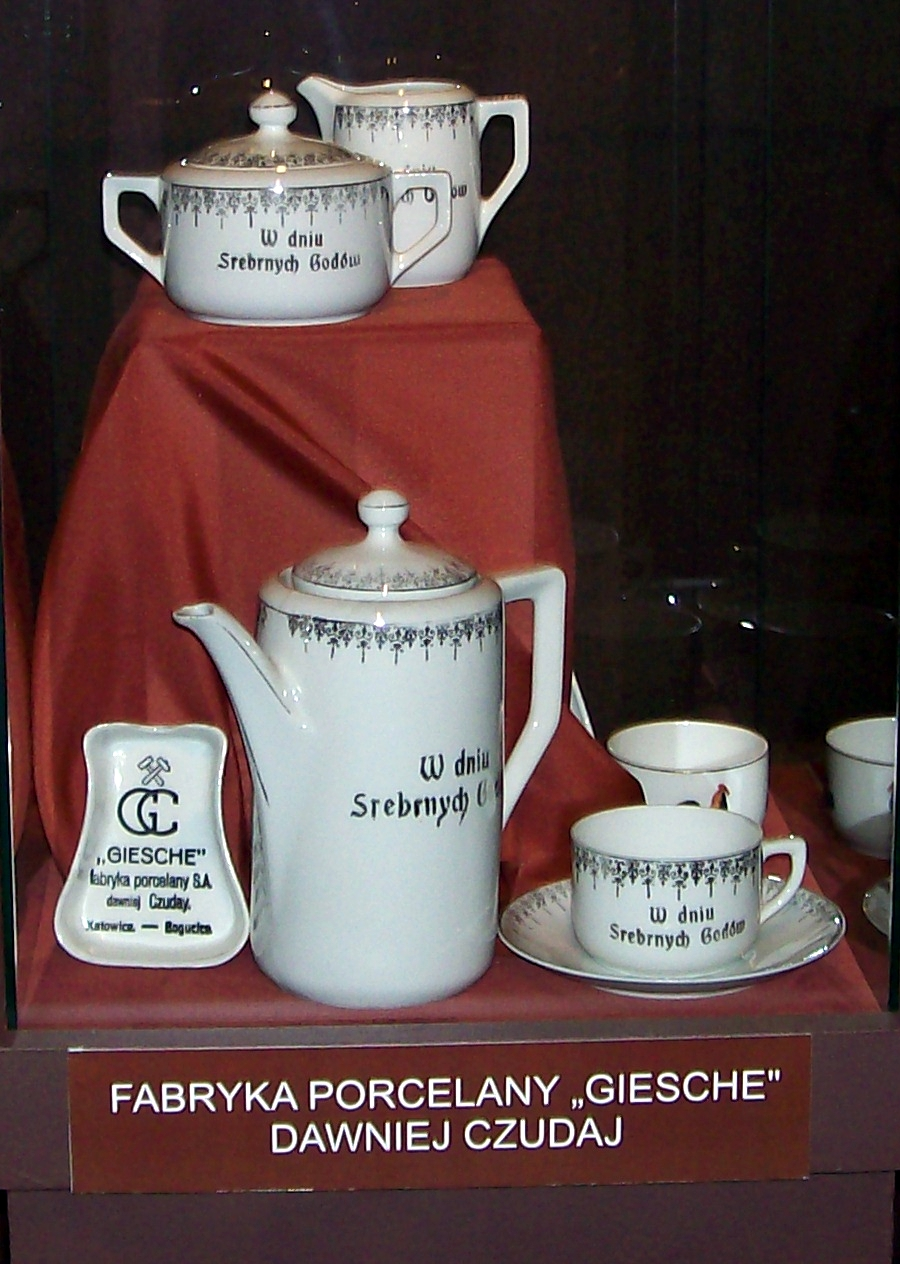
Porcelana okolicznościowa

Historia Fabryki Porcelany w Katowicach sięga trzeciego dziesięciolecia XX wieku. W 1922 roku, w Roździeniu, obecnie część dzielnicy Katowic: Szopienice-Burowiec, powstała pierwsza na Górnym Śląsku niewielka fabryka porcelany, założona przez braci: Ryszarda i Józefa Czudayów, z których głównym inicjatorem działań w dziedzinie produkcji porcelany był Ryszard. Wytwórnia nosiła nazwę „Elektro-Porcelana-Czudaywerke”. Produkowano w niej głównie porcelanę techniczną i prawdopodobnie stołową.
Z tej firmy około 1923 roku powstała: „Giesche” Fabryka Porcelany SA dawniej Czuday. Dyrektorem został Ryszard Czuday, on też prowadził budowę nowej fabryki i zajął się adaptacją budynków na zakupionym terenie po byłej wytwórni pasz w Bogucicach. Udziałowcami w spółce w tym okresie byli bracia Czuday (49%) i Giesche SA (51%) w Katowicach. W 1926 roku nowym udziałowcem firmy został amerykański koncern Harrimana. Kapitał jakim zasilił spółkę został przeznaczony przede wszystkim na rozbudowę i unowocześnienie fabryki. Dokonano też wiele zmian organizacyjnych. W następstwie tych wydarzeń dyrektor Richard Czuday odszedł z firmy i założył własną wytwórnię porcelany pod nazwą „Czuday” na terenie dawnej huty cynku w Bykowinie. Nazwa wytwórni w Bogucicach uległa zmianie, a mianowicie skrócono ją o człon „dawniej Czuday” i brzmiała: „Giesche” Fabryka Porcelany SA (Giesche Porzellanfabrik AG). W czasie II wojny światowej fabryka nie przerwała produkcji i przeszła pod zarząd niemiecki. W 1945 roku z powodu działań wojennych zakład unieruchomiono. Po wojnie wytwórnia została upaństwowiona i wznowiła produkcję. Do 1952 roku stosowano przedwojenną sygnaturę „Giesche” fabryka porcelany S.A.
Po 1952 roku fabryka nosiła nazwę Zakłady Porcelany Bogucice. W tym też czasie zniszczono około 85% infrastruktury intelektualnej fabryki (modele, fasony, rysunki techniczne i modelarskie), zastępując ją nową infrastrukturą.
W latach 1952–1993 fabryka sygnowała swoje wyroby „Porcelana Bogucice”. W 1994 roku w związku z trudnościami finansowymi fabryka została zamknięta. Wykupiona następnie przez Porcelanę Śląską Sp. z o.o., po generalnym remoncie i wymianie pieców wznowiła produkcję z początkiem 1995 roku.
Do momentu ogłoszenia upadłości w roku 2009, wytwórnia produkowała pod nazwą „Porcelana Śląska”, używając także w połowie lat 90. XX wieku sygnatury „Giesche”.

## Zabudowania i wyposażenie

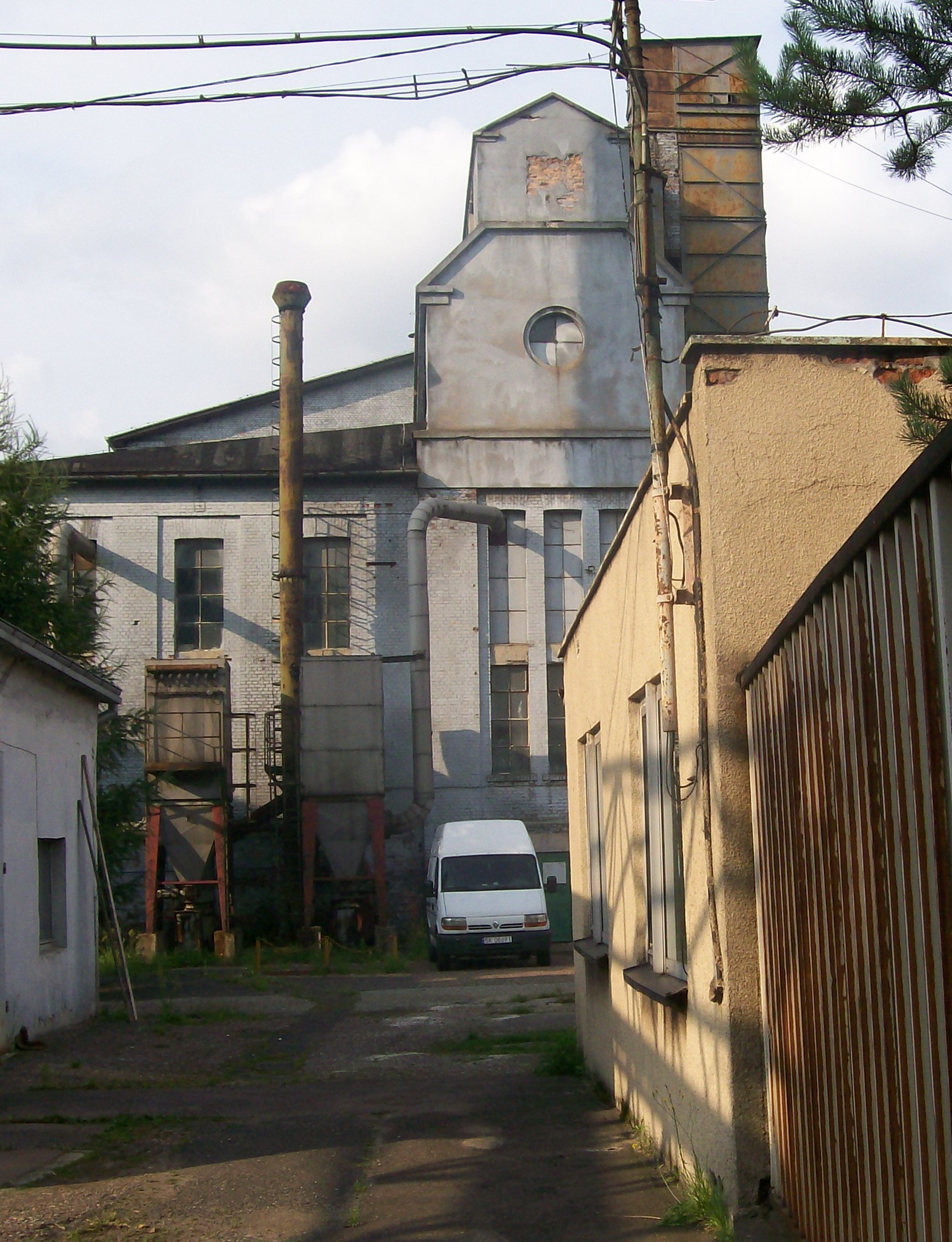
Zabudowania fabryczne

W 1923 roku na terenie byłej wytwórni pasz w Bogucicach, dyrektor Ryszard Czuday rozpoczął adaptację starych pomieszczeń i budowę nowych budynków do produkcji porcelany. Fabrykę usytuowano wzdłuż linii kolejowej. Zabudowę stanowił kompleks budynków dwu i trzykondygnacyjnych na rzucie prostokąta, pokrytych dachem dwuspadowym. Nad zabudowaniami górowały trzy kominy fabryczne i wieża. Wytwórnia posiadała sześć pieców okresowych tzw. ulowych do wypalania wyrobów porcelanowych na biskwit i piece muflowe do wypalania dekoracji. W 1929 zmechanizowana fabryka posiadała już 9 pieców i zatrudniała 650 pracowników.
W latach 1998–1999 kiedy właścicielem była Porcelana Śląska, charakter produkcji z technologii ręcznej, czyli tzw. mokrego formowania zmieniono na bardziej ekonomiczne prasowanie izostatyczne na zimno. Wymieniono też stare, energochłonne piece do wypalania dekoracji.
Obecnie nieużytkowane zabudowania popadają w ruinę.

## Wyroby

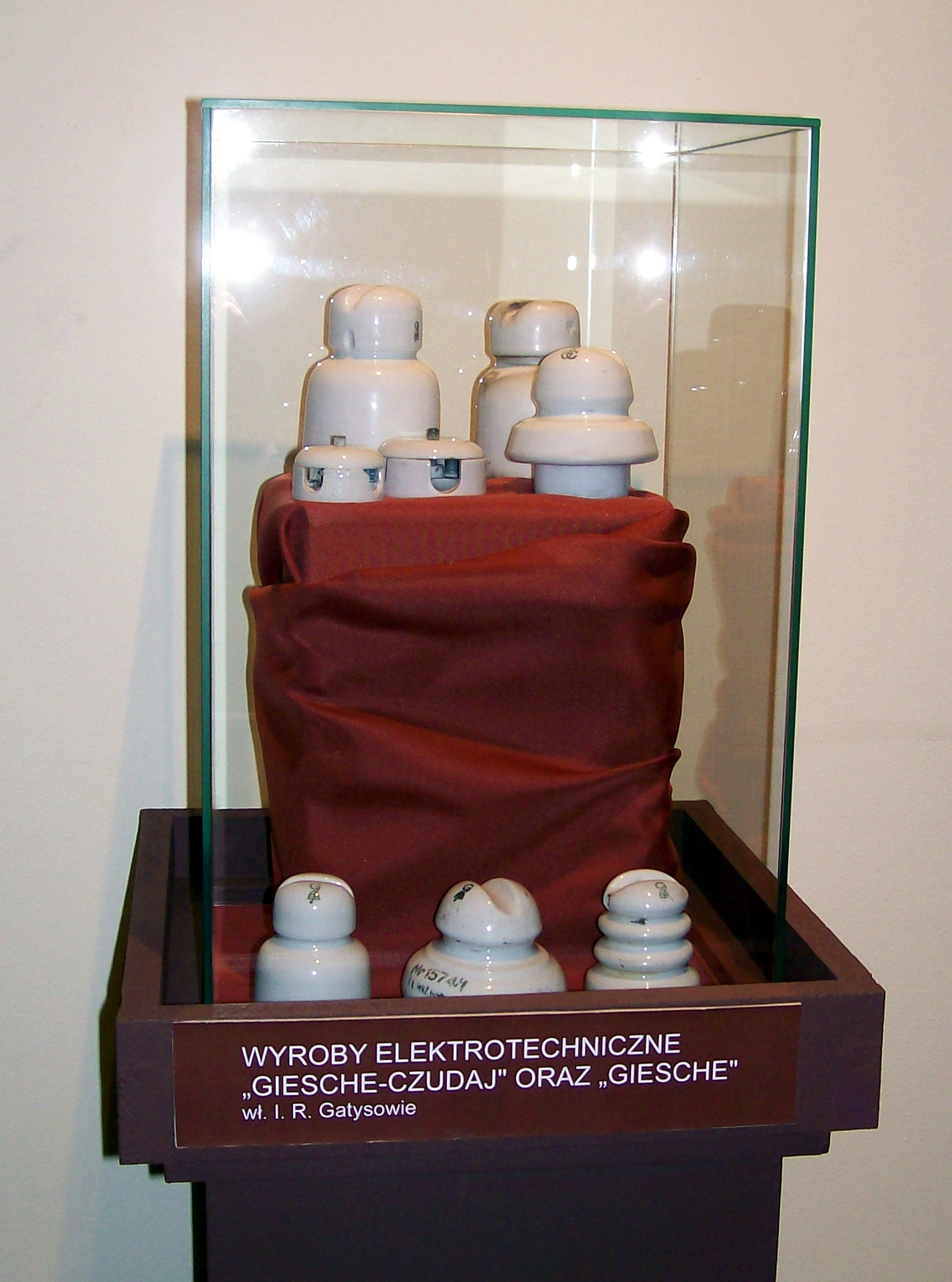
Wyroby elektrotechniczne ze zbiorów Ireny i Romana Gatysów na wystawie w Muzeum Historii Katowic

Fabryka rozpoczęła swoją działalność od produkcji naczyń użytkowych oraz porcelany technicznej i laboratoryjnej. W początkowym okresie dział elektroporcelany (produkowano m.in.: izolatory, bezpieczniki, rolki izolacyjne, rozetki) był działem wiodącym zakładu. Na przełomie trzeciego i czwartego dziesięciolecia XX wieku nastąpiła równowaga w produkcji porcelany użytkowej i technicznej, zaś w połowie lat 40. XX wieku produkcją wiodącą zakładu była porcelana stołowa.
W fabryce produkowano serwisy obiadowe, kawowe do herbaty: sześcio-, dwunastoosobowe i dwuosobowe, również komplety składające się z wielu zestawów, komplety na produkty sypkie i przyprawy, pojedyncze naczynia np. kosze na chleb lub kruche ciasteczka, czy rzadko spotykane naczynie do podgrzewania dań. Produkowano również zestawy okolicznościowe, które w zależności od potrzeb składały się z różnej liczby naczyń.
Cechą która charakteryzowała takie zestawy była dekoracja upamiętniająca jakieś wydarzenie np. 25-lecie danego zakładu, ćwierćwiecze pracy w jakieś instytucji, czy z okazji srebrnych godów. W fabryce wyprodukowano również komplet obiadowo-kawowy dla Wojskowej Składnicy Tranzytowej na Westerplatte. Fragmenty tej używanej i częściowo zniszczonej porcelanowej zastawy, zostały odnalezione w 2008 roku i trafiły do Muzeum II Wojny Światowej w Gdańsku.
Zakład prowadził również produkcję galanterii dekoracyjnej były to: figurki zwierzęce, kobiet, pojedyncze talerze, bombonierki, flakoniki i wazony.
Zastawy stołowe produkowane były w wielu wersjach np. w tonacji białej i kości słoniowej. Zestawy cechowała różnorodność. Jedne były bardzo dekoracyjne, inne o skromniejszym deseniu. Były więc droższe i tańsze zastawy. Tak więc fabryka dawała możliwość zakupu swoich wyrobów niezależnie od stopnia zamożności.

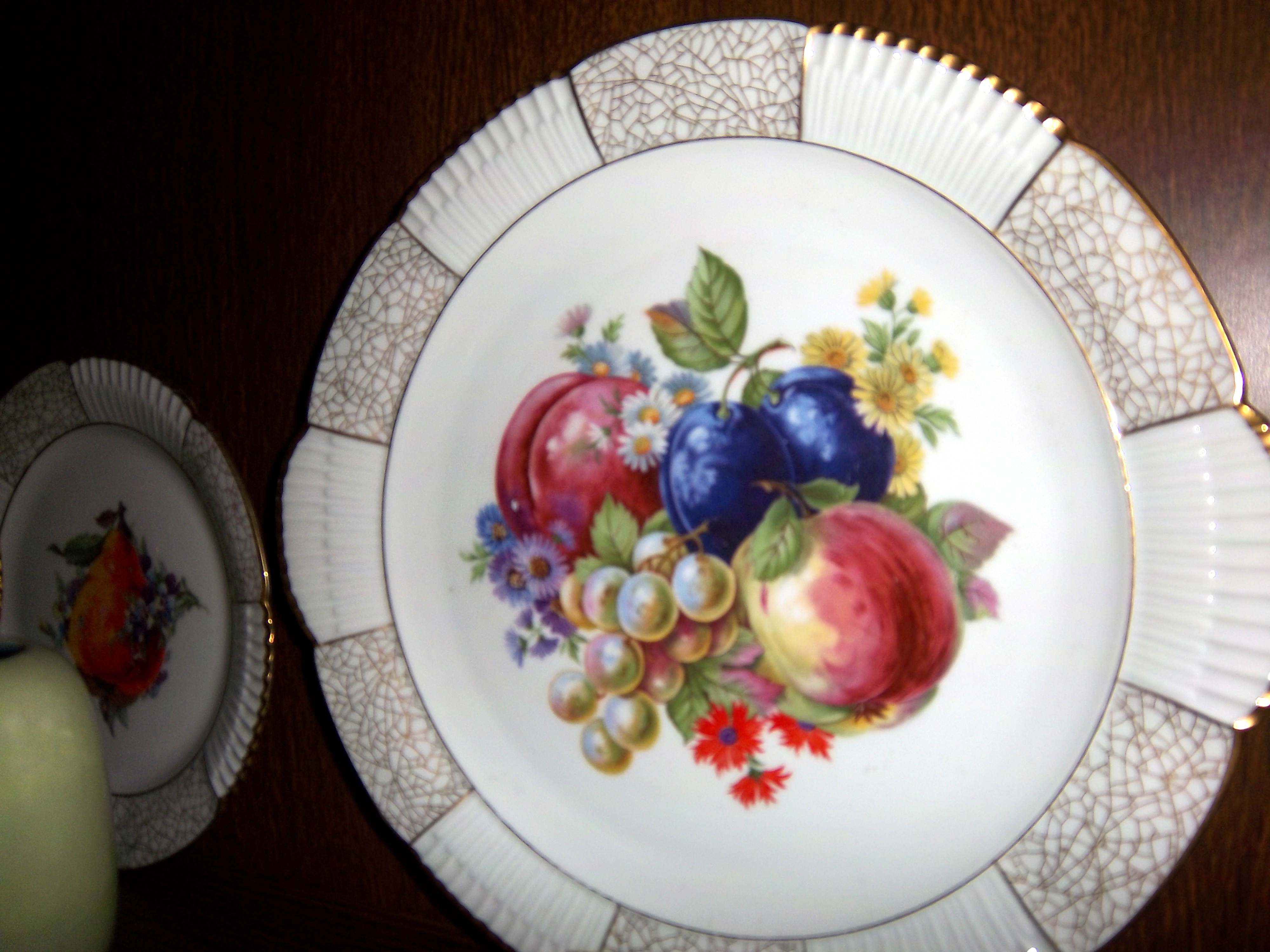
Ręcznie malowane talerze na owoce

Spółka Giesche zatrudniała wielu ludzi i porcelanę gorszej jakości sprzedawała pracownikom po bardziej przystępnych cenach. Wiele wyrobów porcelanowych, które wcześniej były traktowane jako symbol luksusu, prestiżu i pomyślności, trafiło do codziennego użytku w rodzinach robotniczych. W śląskich domach można jeszcze dziś zobaczyć egzemplarze produkowanej przed II wojną światową porcelany Gieschego.
Podobnie kontynuująca tradycje górnośląskiej manufaktury „Porcelana Śląska” (w okresie od 1994 do 2009) oferowała produkty w różnych przedziałach cenowych – począwszy od wyrobów ekskluzywnych, po wyroby dostosowane cenowo dla mniej zamożnych klientów.
Obecnie w sklepach można jeszcze zakupić około 20 fasonów porcelany stołowej zdobionej ponad 200 rodzajami dekoracji. W ofercie znajdują się zestawy obiadowe, garnitury do kawy i herbaty, a także zestawy mieszane, z dekoracja naszkliwną i wszkliwną (odporną na zmywanie, nadającą się do zmywarek i kuchenek mikrofalowych).

## Stan dzisiejszy
Fabryka Porcelany to miejsce spotkań i licznych wydarzeń kulturalnych. Odbywają się tu koncerty, spektakle i widowiska teatralne, festiwale i targi branżowe. Miejsce to funkcjonuje jako atrakcyjna przestrzeń dla eventów, pokazów mody, wystaw, plenerów fotograficznych czy konferencji. Jej przestrzeń wykorzystywana jest do rejestracji programów telewizyjnych i filmów. To tutaj przestrzeń pozwala na organizowanie lekcji edukacyjnych, wykładów plenerowych, tak, by na żywej tkance uczniowie, studenci i młodzi adepci kierunków artystycznych i technicznych mieli miejsce realizacji warsztatów praktycznych.
Fabryka Porcelany stale współpracuje przy organizacji ogólnopolskich imprez cyklicznych, takich jak Noc Muzeów i Święto Szlaku Zabytków Techniki – Industriada. Samodzielnie realizuje projekt KTW Fashion Week – będący największym wydarzeniem modowym w Polsce. W okresie letnim na stałe w przestrzeń wkomponowały się Targi Nocne, kino letnie oraz scena klubowa P23 realizując Upper Festiwal.
Prezentowany obiekt jest ponadto najbardziej multifunkcyjnym miejscem w regionie, gdyż swoje siedziby mają tutaj głównie firmy branż kreatywnych i IT. Na jej terenie znajdują butiki projektantów mody i wyposażeniem wnętrz, restauracje, klub muzyczny, klub fitness, kliniki medyczne oraz strefa kreatywności dla dzieci „Bajka Pana Kleksa” oraz "Kleks.Magia Kina". Bogata oferta turystyczno-kulturalno-usługowa ściąga w to miejsce gości nie tylko z województwa, ale z całego kraju.  